# Gare de Blois
Gare de Blois vasútállomás Franciaországban, Blois településen.

## Vasútvonalak
Az állomást az alábbi vasútvonalak érintik:
- Párizs–Bordeaux-vasútvonal
- Pont-de-Braye – Blois railway

## Kapcsolódó állomások
A vasútállomáshoz az alábbi állomások vannak a legközelebb:
- Gare de Chouzy (Gare de Bordeaux-Saint-Jean, Párizs–Bordeaux-vasútvonal)
- Gare de La Chaussée-Saint-Victor (Paris Gare d’Austerlitz, Párizs–Bordeaux-vasútvonal)